# Eremiaphila monodi
Eremiaphila monodi är en bönsyrseart som beskrevs av Lucien Chopard 1941. Eremiaphila monodi ingår i släktet Eremiaphila och familjen Eremiaphilidae. Inga underarter finns listade i Catalogue of Life.